# Guardia svizzera pontificia
(Il motto della Guardia svizzera pontificia)
La Guardia svizzera pontificia, detta anche semplicemente Guardia svizzera (latino: Pontificia Cohors Helvetica o Cohors Pedestris Helvetiorum a Sacra Custodia Pontificis; tedesco: Päpstliche Schweizergarde; francese: Garde suisse pontificale; romancio: Guardia svizra papala), è un corpo armato della Santa Sede posto a protezione del Papa e della sua residenza, nello Stato della Città del Vaticano.
Istituito il 22 gennaio 1506, è l'unico corpo di Guardie svizzere ancora operativo e la più antica forza in servizio permanente effettivo al mondo, essendolo senza interruzioni da oltre cinque secoli. Da un ruolo tradizionale molto condizionato dal cerimoniale, dopo il tentato assassinio di Giovanni Paolo II avvenuto nel 1981, la moderna Guardia svizzera pontificia è stata orientata a un compito più attivo e specifico di difesa della persona del Pontefice, in ciò affiancando la gendarmeria. Oltre a essere di stanza permanente presso la Città del Vaticano, il corpo accompagna il papa nei suoi viaggi apostolici, assieme agli agenti di sicurezza. 
Consta attualmente di 135 unità di vario grado. Formalmente equipaggiato con armi tradizionali come le alabarde, possiede anche moderne armi da fuoco portatili, in dotazione a tutte le forze. Alla tipica uniforme colorata di foggia rinascimentale impiegata nelle cerimonie solenni si affiancano abiti più sobri in fase operativa.
Fra i requisiti obbligatori per il reclutamento nel corpo vi sono la cittadinanza svizzera, la fede cattolica, il sesso maschile, l'età compresa tra i 19 e i 30 anni e aver svolto il servizio militare con attestato di buona condotta presso l'esercito svizzero.

## Storia

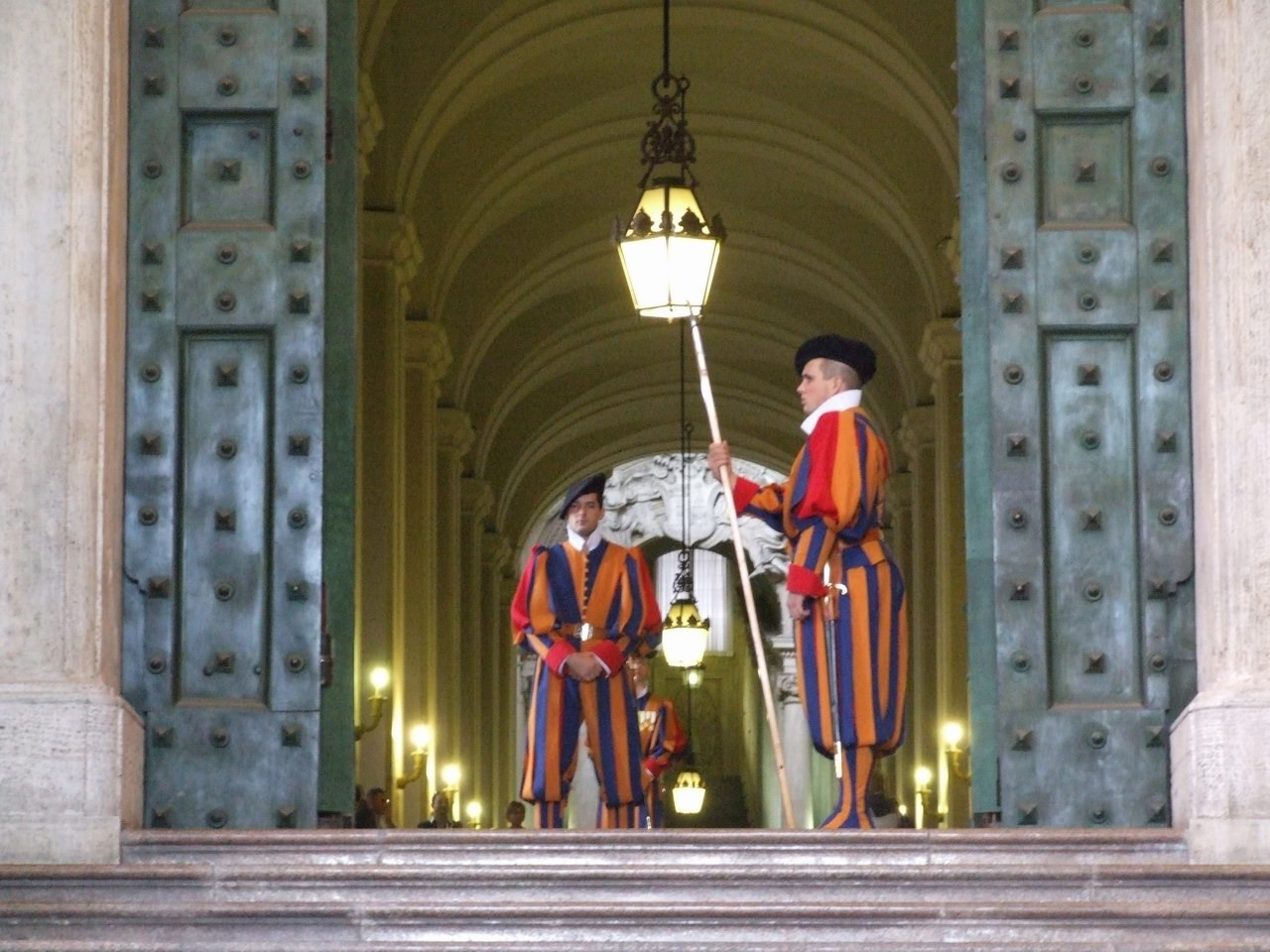
Guardie Svizzere in servizio presso il Portone di bronzo in Vaticano

### La fondazione e le Guerre d'Italia

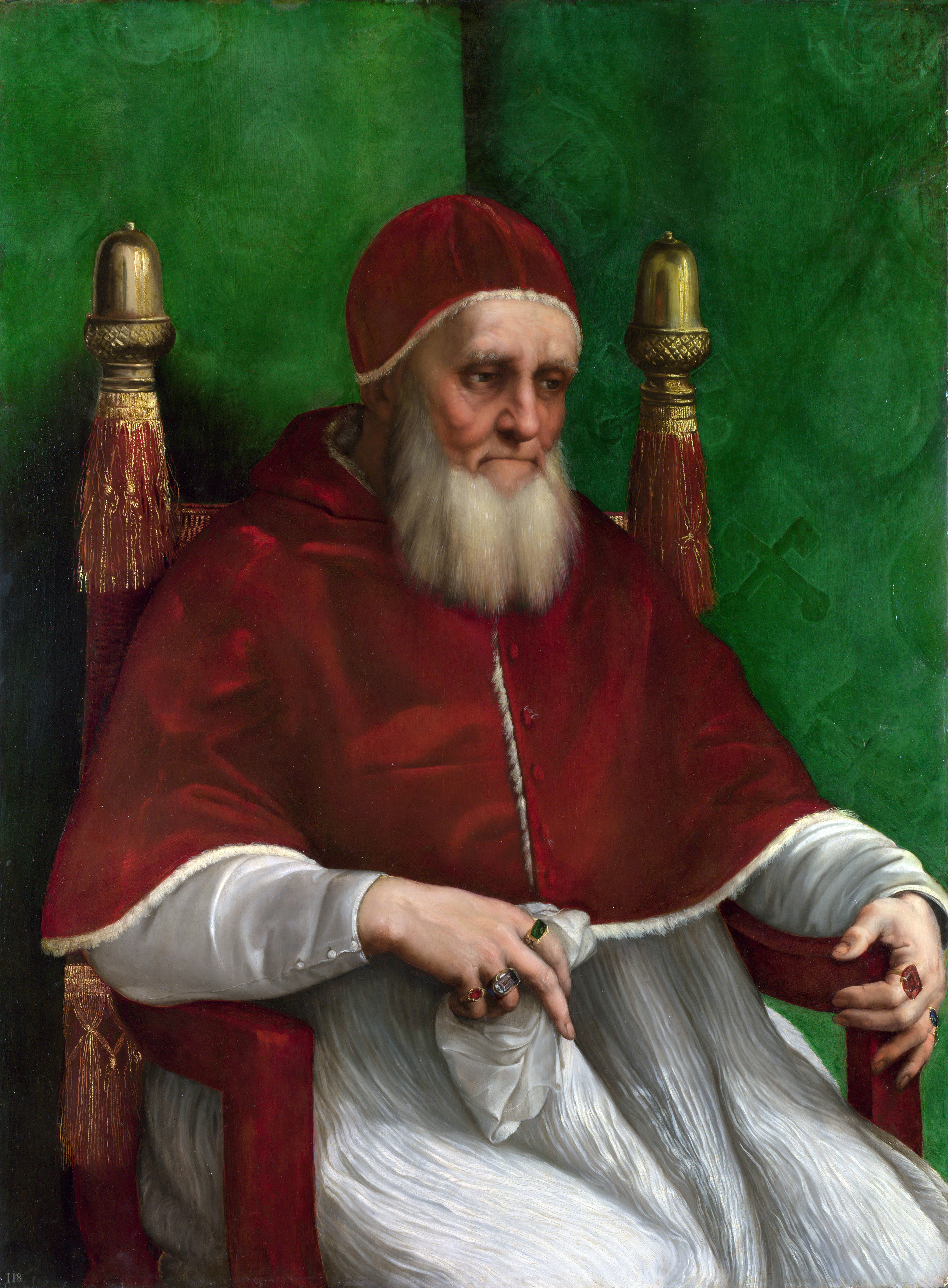
Papa Giulio II che costituì il corpo della Guardia Svizzera Pontificia nel 1506

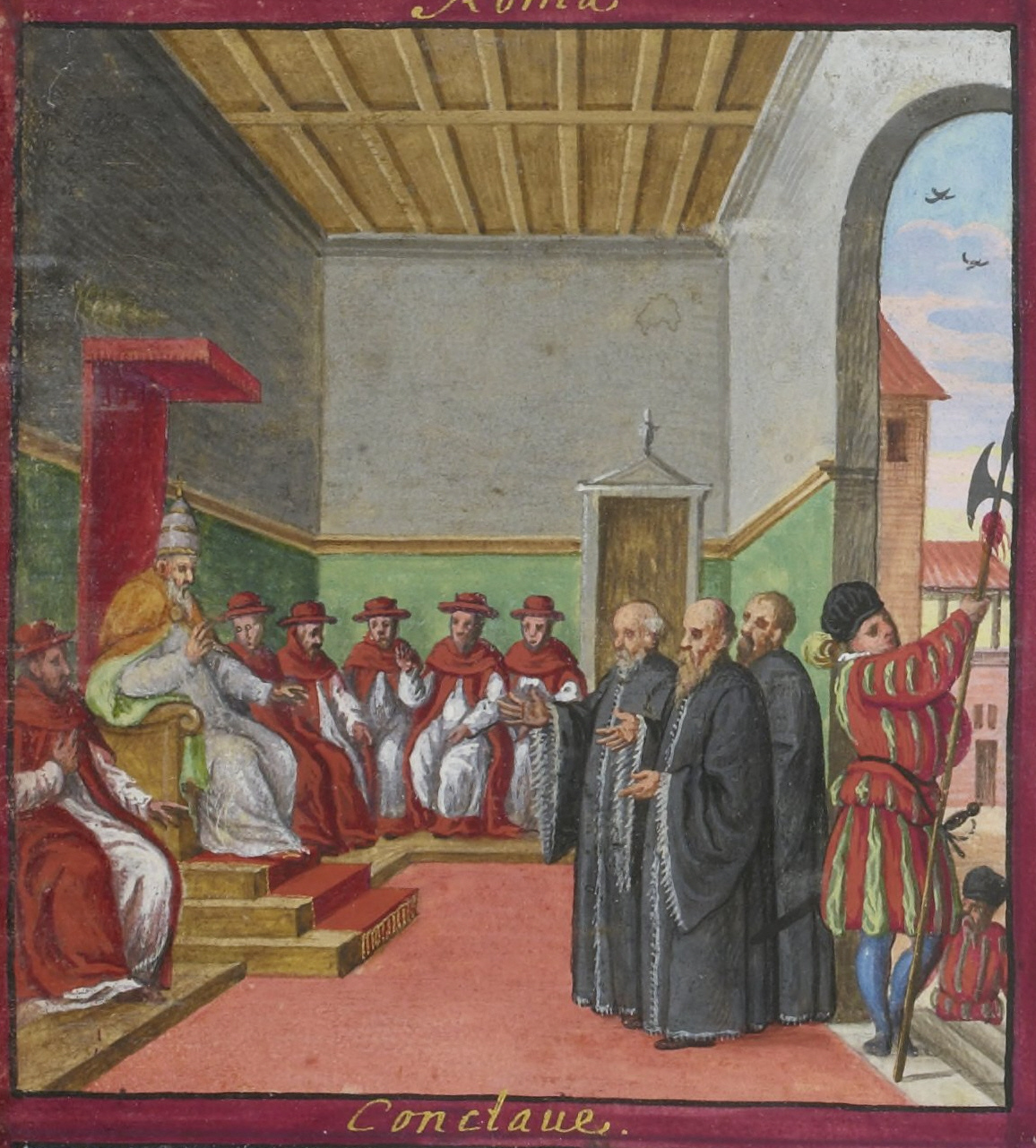
Conclave di Pio V, con una guardia svizzera all'entrata (Codex Maggi, 1578)

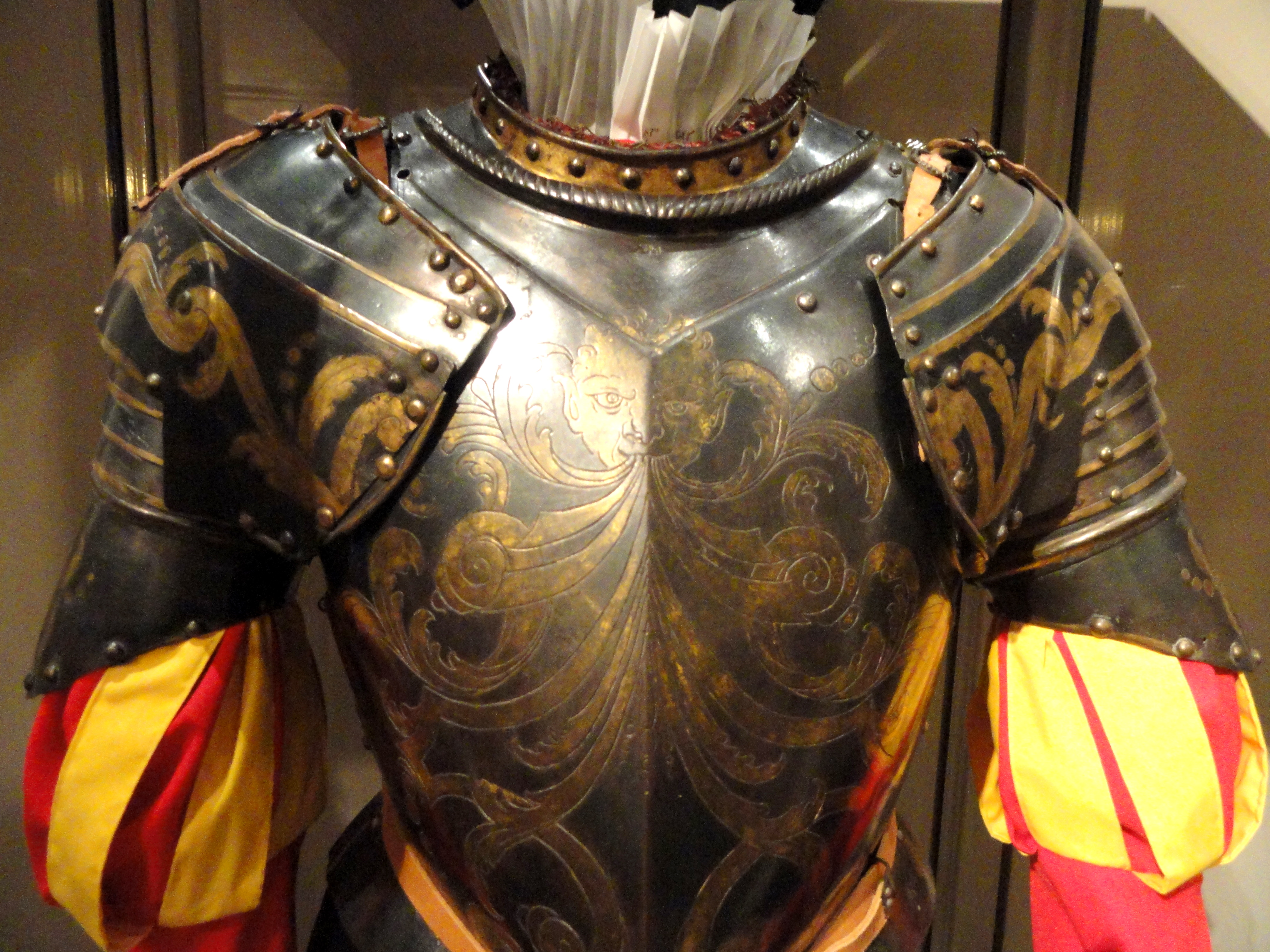
Armatura della Guardia svizzera pontificia dell'epoca di Gregorio XIII, c. 1580 (Higgins Armory Museum)

Uniforme del 1850 c. (epoca di Pio IX)

Il 22 gennaio 1506 un gruppo di 150 mercenari elvetici al comando del capitano Kaspar von Silenen, del Canton d'Uri, attraversando porta del Popolo entrò per la prima volta nello Stato Pontificio per servire papa Giulio II. Già lo zio di quest'ultimo, Sisto IV, aveva concluso nell'ottobre del 1478 un accordo con la Confederazione Elvetica, che prevedeva la possibilità di reclutare mercenari elvetici durante tutto il suo pontificato a decorrere dall'anno 1479. Successivamente il Corpo delle guardie si ampliò ulteriormente.
Il patto venne rinnovato da papa Innocenzo VIII (1484–1492) per utilizzare il corpo contro le mire espansionistiche del duca di Milano. Papa Alessandro VI (1492–1503) successivamente utilizzò i mercenari svizzeri durante il suo periodo di alleanza col re di Francia. Al tempo dei Borgia, ad ogni modo, le Guerre d'Italia aprirono il teatro di guerra internazionale nel quale venne ampiamente coinvolta anche la Svizzera con soldati impegnati su più fronti, ora per la Francia, ora per la Santa Sede, ora per il Sacro Romano Impero. I mercenari vennero impiegati nuovamente dal papa quando seppe che Carlo VIII di Francia sarebbe entrato in guerra col Regno di Napoli. Tra i partecipanti a questa guerra contro Napoli vi fu anche il cardinale Giuliano della Rovere, futuro papa Giulio II (1503–1513), il quale aveva una notevole familiarità con gli svizzeri, essendo stato vescovo di Losanna per alcuni anni.
Proprio Giulio II mandò nel 1512 come Legato presso gli svizzeri monsignor Ennio Filonardi, allora vescovo di Veroli, a reclutare soldati svizzeri per il recupero dei territori della chiesa. Grazie a mons. Ennio Filonardi giunsero in Italia 24.000 svizzeri che, uniti alle potenze collegate della lega, riuscirono a riconquistare Ravenna. Il Papa si complimentò con Filonardi per aveva concluso un patto con gli svizzeri a vantaggio della chiesa e lo elogiò pubblicamente nel corso di un concistoro, definendolo propugnatore e sostenitore dei diritti e della libertà della chiesa.
Dopo queste vicende monsignor Filonardi rimase il punto di riferimento e collegamento principale tra la Santa Sede e la Confederazione svizzera, ottenendo diversi mandati come Legato con ampi poteri presso gli svizzeri: 1513- 1517; 1522- 1526; 1531-1533.
Quando il cardinale Della Rovere divenne pontefice col nome di Giulio II nel 1503, fu lui a chiedere alla Dieta Svizzera di provvedergli costantemente un corpo di 200 mercenari svizzeri al suo servizio. Questa richiesta fu possibile anche grazie ai finanziamenti che pervennero alla Santa Sede dai mercanti tedeschi di Augusta, in Baviera, Ulrich e Jacob Fugger, che avevano investito negli Stati Pontifici e cercavano a tutti i costi di tutelare i loro interessi in loco.
Nel settembre del 1505, quindi, il primo contingente di 150 soldati iniziò la sua marcia verso Roma, al comando di Kaspar von Silenen, ed entrò in città il 22 gennaio 1506, l'attuale data considerata come la fondazione della guardia svizzera pontificia.
Le guardie svizzere non furono solo impiegate come scorta personale del papa, ma parteciparono a numerose battaglie, fra cui la più nota è certamente quella avvenuta il 6 maggio 1527 durante il sacco di Roma da parte delle milizie lanzichenecche di Carlo V, permettendo con il loro sacrificio a papa Clemente VII di avere salva la vita. Dei 189 svizzeri se ne salvarono solo quarantadue, cioè quelli che all'ultimo momento avevano accompagnato Clemente VII nella fuga lungo il Passetto di Borgo, il passaggio che collega il Vaticano a Castel Sant'Angelo. Il 5 giugno Clemente VII si arrendeva. Per aver salva la vita dovette accettare pesanti condizioni (l'abbandono delle fortezze di Ostia, Civitavecchia e Civita Castellana e delle città di Modena, Parma e Piacenza oltre al pagamento di quattrocentomila ducati). La guarnigione papale fu sostituita con mercenari spagnoli e lanzichenecchi. Il papa ottenne che gli svizzeri sopravvissuti fossero inclusi nella nuova Guardia, ma solo 12 di essi accettarono.
Per opera del cardinale Ennio Filonardi fu ricostruita la Guardia Svizzera annientata durante il Sacco di Roma del 1527.
In collaborazione con il consigliere di Lucerna N. von Meggen, un parente di Schiner, riuscì nel 1542 a condurre un contingente di 150 svizzeri a Bologna come guardia di palazzo; alla fine però fu l'assassinio di Pier Luigi Farnese da parte degli Imperiali a far decidere il papa Paolo III a licenziare la sua guardia composta da lanzichenecchi e ad affidare di nuovo la sua sicurezza agli Svizzeri.
Il cardinale Ennio Filonardi scelse personalmente gli ufficiali, tenendo presente la reputazione delle loro famiglie in patria.
Nel marzo del 1548 la nuova guardia prese servizio a Roma agli ordini di J. von Meggen.

### Dal XVI secolo al 1870
Dopo la fine delle guerre d'Italia, la Guardia svizzera pontificia cessò di essere impiegata come vera e propria unità dell'esercito, ma rimase comunque in servizio al papa con compiti di protezione e guardia cerimoniale.
Ad ogni modo, dodici membri della Guardia svizzera pontificia di Pio V prestarono servizio come guardie dell'ammiraglio Marcantonio Colonna che prese parte alla battaglia di Lepanto del 1571.
L'ufficio di comandante della Guardia svizzera pontificia divenne così un alto incarico presso i cattolici svizzeri e venne sempre più associato alle principali famiglie di Lucerna, come ad esempio gli Pfyffer von Altishofen. Tra il 1652 ed il 1847, nove dei dieci comandanti che si susseguirono appartennero a questa casata (con l'eccezione di Johann Kaspar Mayr von Baldegg, il quale, pure di Lucerna, prestò servizio nel 1696–1704).
Nel 1798 il comandante Franz Alois Pfyffer von Altishofen andò in esilio col deposto Pio VI. Dopo la morte del papa il 29 agosto 1799, la Guardia svizzera pontificia venne ufficialmente sciolta, per poi essere ricostituita sotto Pio VII nel 1801. Nel 1808 Roma fu nuovamente occupata dai francesi e la Guardia venne nuovamente soppressa. Pio VII venne esiliato a Fontainebleau assieme alla sua Guardia, con a capo il comandante Karl Leodegar Pfyffer von Altishofen, il quale era ancora in servizio quando il pontefice poté rientrare trionfalmente a Roma nel 1814 dopo la fine del dominio napoleonico.
La Guardia svizzera pontificia venne nuovamente sciolta nel 1848 quando Pio IX si rifugiò a Gaeta, ma venne ricostituita quando il papa fece ritorno a Roma l'anno successivo.
Nel 1870, con la presa di Roma da parte delle truppe del neonato Regno d'Italia, la Guardia svizzera continuò a proteggere il pontefice nei suoi appartamenti, ma non prese parte agli scontri in campo aperto, cui parteciparono gli zuavi pontifici. La Guardia svizzera pontificia nella seconda metà dell'Ottocento divenne sempre più un corpo puramente cerimoniale. Le guardie presenti in Vaticano, infatti, erano "svizzere" solo di nome, in quanto gran parte di loro erano nate a Roma da genitori di discendenza svizzera e parlavano abitualmente il dialetto romanesco. Le guardie dopo la conquista di Roma vennero allenate unicamente per un ruolo cerimoniale, indossando spesso abiti civili quando si trovavano a servizio nelle caserme, dotati ormai di fucili reputati obsoleti sul campo di battaglia.

### Dal 1870 al secondo dopoguerra

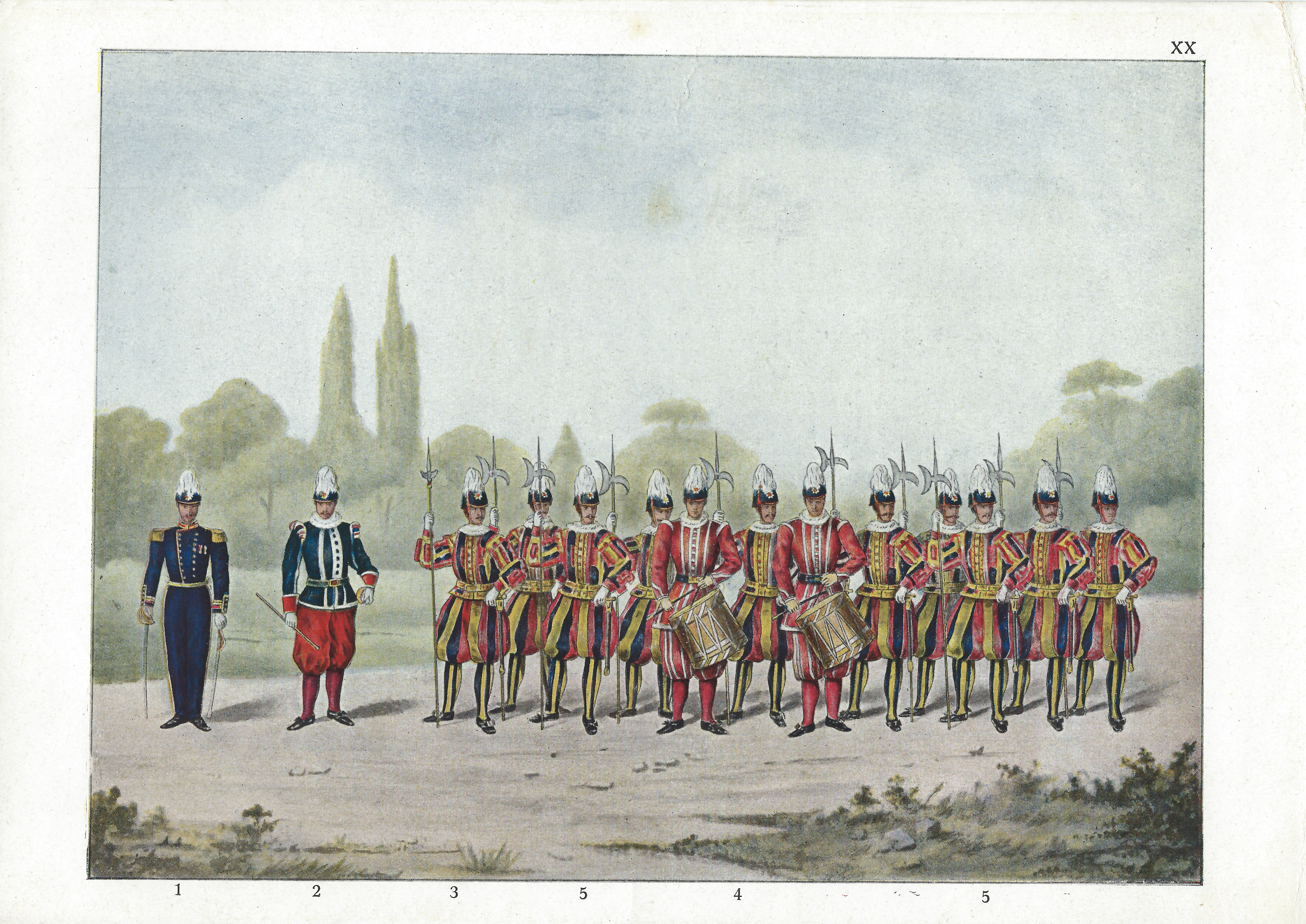
Divise delle guardie svizzere nel secolo XIX

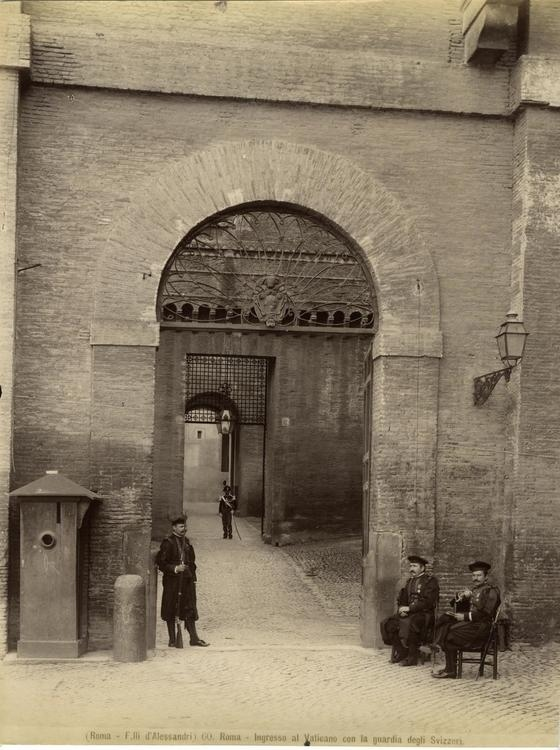
Ingresso al Vaticano con la guardia degli Svizzeri. Fotografie della seconda metà del secolo XIX

A differenza di gran parte dell'esercito papalino, ad ogni modo, anche dopo l'unificazione della penisola italiana il corpo delle Guardie svizzere pontificie non venne sciolto e rimase a garantire l'incolumità della persona fisica del Papa, la sicurezza dei palazzi del Vaticano e della villa pontificia di Castel Gandolfo.
Una profonda riforma del corpo delle Guardie svizzere pontificie venne portata avanti da Jules Repond, comandante del corpo dal 1910 al 1921. Repond propose di reclutare unicamente cittadini svizzeri per nascita e di introdurre rigorosi esercizi militari per temprare il corpo e lo spirito. Egli tentò anche di introdurre in uso armi più moderne, ma papa Pio X richiese espressamente di utilizzare armi cerimoniali. La riforma della disciplina voluta da Repond, ad ogni modo, non fu bene accetta all'interno del Corpo, culminando addirittura in una settimana di aperto ammutinamento nel luglio del 1913 ed il successivo licenziamento di tredici guardie in servizio per insubordinazione.
Nel suo progetto di riportare la Guardia svizzera al suo antico prestigio, Repond si dedicò anche allo studio del costume storico del corpo, con l'idea di disegnare una nuova uniforme che si rifacesse ai costumi del XVI secolo e che nel contempo risultasse pratica per gli esercizi militari.
Il risultato che ne conseguì fu uno studio pubblicato sotto il titolo di Le costume de la Garde suisse pontificale et la Renaissance italienne (1917). Repond disegnò personalmente le uniformi di tipo rinascimentale che ancora oggi le guardie svizzere indossano. Il lavoro di riforma risultò completato nel maggio del 1914.
Papa Pio X nel 1914 decise di fissare il numero dei militi che compongono questo speciale corpo a 100, più sei ufficiali, tra cui il comandante che ha il grado di colonnello.
Con la nascita nel 1929 dello Stato Vaticano, le Guardie svizzere divennero la milizia ufficiale del nuovo Stato.
Durante la Seconda guerra mondiale papa Pio XII ampliò temporaneamente il corpo delle Guardie svizzere, che fu portato a oltre 300 effettivi, sia per dare rifugio ai molti sfollati, sia per dare una maggiore stabilità alle difese della Città del Vaticano.

### Dagli anni 1970 ad oggi
Dopo la fine della guerra, i vari pontefici che si susseguirono cercarono di riformare le esigenze dello Stato della Città del Vaticano in relazione ai Corpi di difesa presenti, che si trovavano chiaramente sovrabbondanti rispetto all'entità dello stato dell'epoca.
Paolo VI, nel 1970, decise di sopprimere la Guardia Nobile pontificia, lasciando unicamente alla Guardia svizzera il ruolo di guardia cerimoniale in Vaticano. Nel contempo il corpo della Gendarmeria venne tramutato in Ufficio di Sicurezza Centrale, col compito di proteggere il papa ma anche la Città del Vaticano e collaborare con la polizia italiana per la sicurezza dell'area, relegando quindi la Guardia svizzera ad un ruolo secondario.
Paolo VI, con un decreto del 28 giugno 1976, portò il numero ordinario dei membri della Guardia svizzera pontificia a 90, numero che venne riportato a 100 da Giovanni Paolo II con un decreto del 5 aprile 1979.
Dal tentato assassinio di Giovanni Paolo II il 13 maggio 1981 ed il fallimento dell'Ufficio di Sicurezza (sciolto nel 2002 a favore della ricostituzione della Gendarmeria vaticana), venne data una maggiore importanza al ruolo delle Guardie svizzere come vere guardie del corpo del pontefice, in quanto sempre presenti al suo fianco durante le uscite del papa e nei ritrovi con la folla. La guardia svizzera è stata quindi tramutata in un moderno Corpo militare equipaggiato con armi moderne, col compito di accompagnare il papa anche durante i suoi viaggi all'estero, per quanto in borghese.
Il 4 maggio 1998 il colonnello della Guardia svizzera Alois Estermann, sua moglie Gladys Meza Romero e il vice caporale Cédric Tornay furono rinvenuti morti nell'appartamento del colonnello; la versione ufficiale del Vaticano attribuì la responsabilità del delitto allo stesso Tornay.
Il 6 maggio 2003 ha prestato giuramento in Vaticano la prima guardia svizzera di colore della storia: si tratta del giovane Dhani Bachmann, allora ventiduenne, indiano di nascita ma a tutti gli effetti cittadino svizzero. L'alabardiere ha prestato servizio soltanto per qualche anno.
Nei mesi di aprile e maggio 2006, in occasione delle celebrazioni per i cinquecento anni di servizio del Corpo, un gruppo di veterani della Guardia marciò per circa un mese dalla Svizzera a Roma. Durante la solenne cerimonia pubblica, tenutasi come ogni anno il 6 maggio, 33 nuove reclute prestarono il proprio giuramento di fedeltà a papa Benedetto XVI ai piedi della basilica di San Pietro, anziché nel tradizionale cortile di san Damaso.
Il 5 maggio 2009 il comandante in carica della Guardia svizzera pontificia, Daniel Rudolf Anrig, in un'intervista ha aperto alla possibilità che, in futuro, nel corpo possano essere arruolate anche le donne. Il suo predecessore, il colonnello Elmar Theodor Mäder, si era detto assolutamente contrario.
Col crescere della minaccia del terrorismo islamico in Europa e minacce sempre più esplicite al Vaticano da parte dell'ISIS, gli ufficiali del Vaticano hanno deciso dal 2015 di collaborare ancora più strettamente con le autorità italiane per migliorare la protezione del Vaticano da possibili attacchi, in particolare da quelli compiuti con droni.

## Compiti
La Guardia svizzera pontificia si occupa della vigilanza, della sicurezza e della protezione del Papa all'interno del Palazzo Apostolico e della Città del Vaticano e durante i suoi viaggi, oltre che dei servizi d'onore durante le udienze e i ricevimenti.
La Guardia svizzera protegge, congiuntamente con il Corpo della Gendarmeria dello Stato della Città del Vaticano, le cerimonie nella basilica di San Pietro e nell'aula Paolo VI; si occupa inoltre del controllo degli accessi in Vaticano e, durante la sede vacante, della protezione del collegio cardinalizio.

## Personale

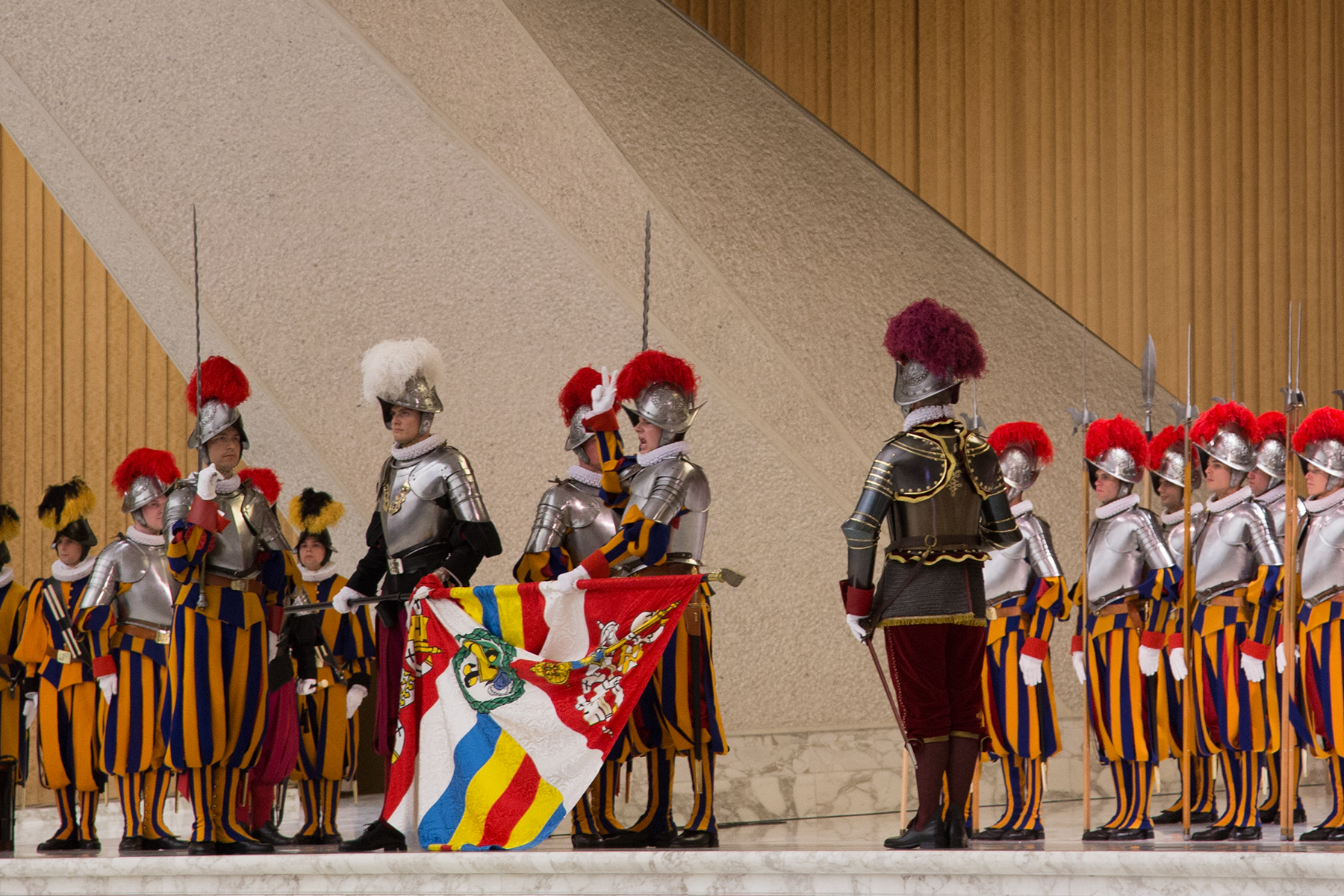
Cerimonia del giuramento in Sala Nervi (6 maggio 2013)

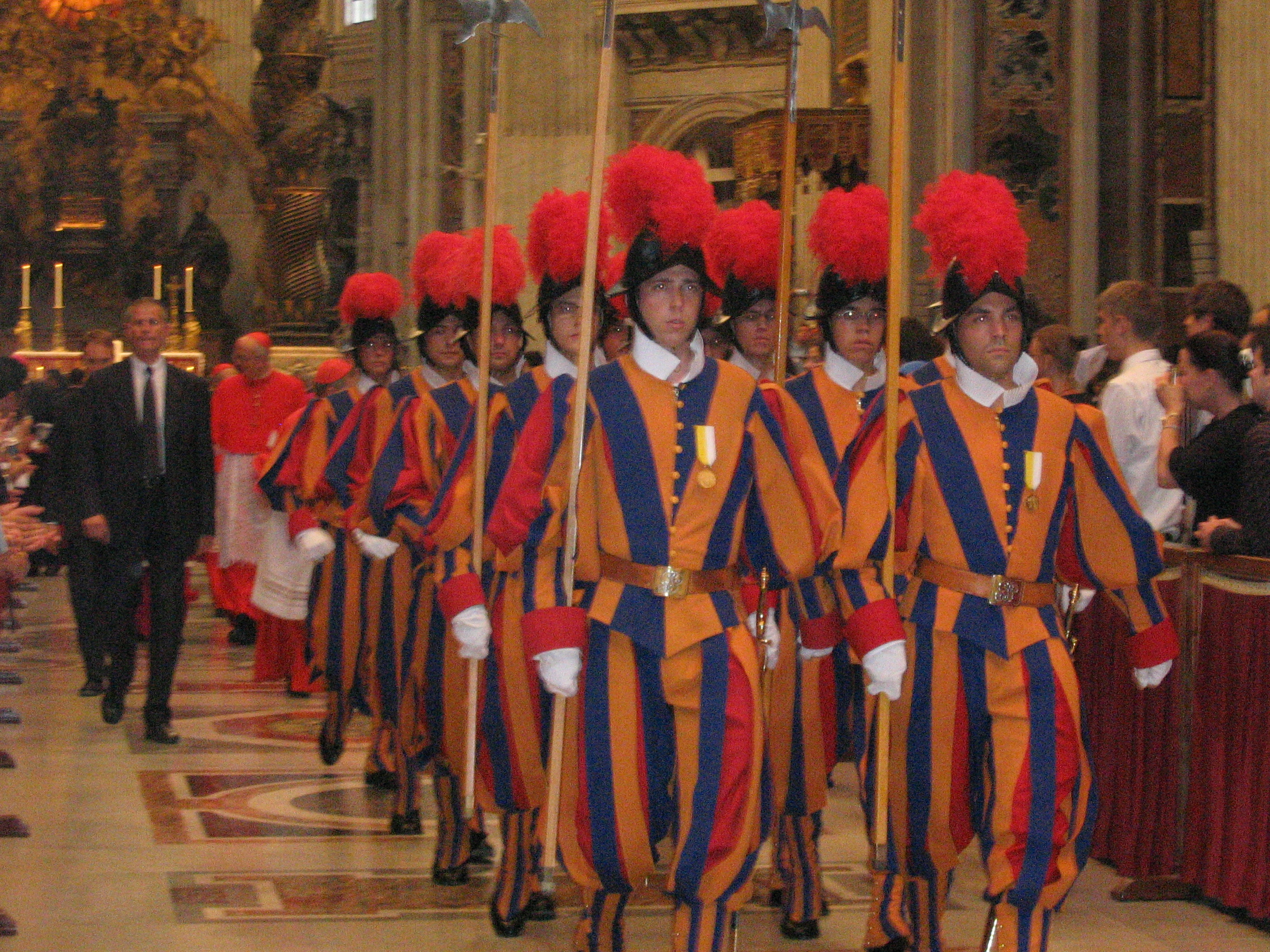
Gruppo di guardie svizzere in servizio nella Basilica di San Pietro

Il Corpo delle Guardie nell'ottobre 2019 ha raggiunto il numero di 135 uomini. È il frutto dell'ampliamento del Corpo annunciato alla conferenza stampa tenuta in occasione del giuramento delle nuove guardie nel 2018.
Precedentemente, in base all'articolo 7 del regolamento, il corpo della Guardia svizzera era composto da 110 uomini così suddivisi:
Ufficiali
Gli ufficiali sono nominati direttamente dal Papa tra i sergenti della Guardia e le ex-guardie che hanno continuato la loro carriera nelle strutture della sicurezza svizzera (eccetto ovviamente il cappellano).
- 1 Oberst (colonnello, comandante delle guardie)
- 1 Oberstleutnant (tenente colonnello, vicecomandante e capo di Stato Maggiore)
- 1 Kaplan (cappellano militare, considerato alla stregua di un tenente colonnello)
- 1 Major (maggiore, comandante della 2. squadra)
- 2 Hauptmann (capitano, comandanti della 1. e 3. squadra)
- 3 Oberleutnant (tenente, nuovo grado introdotto con le promozioni del 1º dicembre 2020[21])

Sottufficiali
- 1 Feldweibel (sergente maggiore, portabandiera)
- 5 Wachtmeister (sergente, vicecomandanti delle squadre)
- 10 Korporal (caporale)
- 10 Vizekorporal (vice caporale)

Truppa
- 78 Hellebardier/Gardist/Tambur (alabardiere/guardia/tamburino)

### Requisiti per l'arruolamento
Per essere ammessi a far parte della Guardia svizzera bisogna possedere ben determinati requisiti:
- sesso maschile;
- cittadinanza svizzera;
- essere di fede cattolica;
- aver svolto il servizio militare nell'Esercito svizzero e aver ottenuto un certificato di buona condotta;
- avere un'età compresa tra 19 e 30 anni;[23]
- avere un'altezza non inferiore a 174 centimetri;
- essere celibe al momento dell'arruolamento (il matrimonio è stato via via ammesso dopo 5 anni di servizio e l'aver compiuto 25 anni di età; in precedenza solo i caporali e i gradi superiori potevano sposarsi);
- avere un certificato di capacità professionale o una maturità medio-superiore.

### Formazione
L'addestramento è di tipo militare e prevede l'insegnamento di molteplici arti marziali, armi da fuoco e di armi da tiro.

### Giuramento delle reclute
Il 6 maggio di ogni anno, nel giorno dell'anniversario del sacco di Roma del 1527, le nuove reclute fanno solennemente il loro giuramento nel Cortile di San Damaso. Il cappellano della Guardia legge per intero il testo del giuramento:
A questo punto vengono chiamate per nome le reclute, che poggiano la mano sinistra sulla bandiera della Guardia e la destra alzata con le tre dita aperte, quale simbolo della Trinità (oppure come riferimento al gesto compiuto durante il Giuramento del Grütli che vide nascere appunto la Confederazione Elvetica), che confermano quanto detto dal cappellano e giurano nella loro lingua madre (tedesco, francese, italiano o romancio):
Quando si fa riferimento ai santi, si fa riferimento principalmente ai patroni della Guardia svizzera, cioè san Martino di Tours (11 novembre), san Sebastiano (20 gennaio) e san Nicolao della Flüe, «Defensor Pacis et pater patriae» (25 settembre).

### Gradi
| Grado | Colonnello1 (Oberst)      | Tenente Colonnello2 (Oberstleutnant) | Maggiore (Major)          | Capitano (Hauptmann)      | Tenente3 (Oberleutnant)   |
| Numero di addetti | 1                         | 1 (+1)                               | 1                         | 2                         | 3                         |
| Insegne da spallina portate con le uniformi blu "di manovra" |                           |                                      |                           |                           |                           |
| Insegne da basco |                           |                                      |                           |                           |                           |
| Insegne da braccio | Senza insegna da braccio. | Senza insegna da braccio.            | Senza insegna da braccio. | Senza insegna da braccio. | Senza insegna da braccio. |
| Elmo |                           |                                      |                           |                           | [ 32 ]                    |
| Colori dell'uniforme di gala | Rosso                     | Rosso                                | Rosso                     | Rosso                     | Rosso                     |
| 1 Colonnello è il grado più alto delle Guardie Svizzere Pontifice; non vi sono ranghi generali. Il Colonnello è contemporaneamente anche il comandante della Guardia Svizzera Pontificia. 2 Vi sono due Tenenti Colonnelli, il vice comandante e il cappellano del corpo delle guardie. 3 Il grado dei tenenti è stato introdotto il 1º dicembre 2020. L'insegna da basco ancora non è ancora stata resa nota. |                           |                                      |                           |                           |                           |

| Grado                        | Sergente maggiore (Feldweibel) | Sergente (Wachtmeister)    | Caporale (Korporal)        | Vice caporale (Vizekorporal) | Alabardiere/Guardia (Hellebardier) | Guardia con tamburo (Tambour) |
| Numero di addetti            | 1                              | 5                          | 10                         | 10                           | 78                                 |                               |
| Insegne da spallina          | Senza insegna da spallina.     | Senza insegna da spallina. | Senza insegna da spallina. | Senza insegna da spallina.   | Senza insegna da spallina.         | Senza insegna da spallina.    |
| Insegne da basco             |                                |                            |                            |                              | Senza insegna da basco.            | Senza insegna da basco.       |
| Insegne da braccio           |                                |                            |                            |                              |                                    |                               |
| Elmo                         |                                |                            |                            |                              |                                    |                               |
| Colori dell'uniforme di gala | Nero e rosso                   | Nero e rosso               | Blu, giallo e rosso        | Blu, giallo e rosso          | Blu, giallo e rosso                | Blu, giallo e nero            |

## L'uniforme
(Papa Benedetto XVI)
L'uniforme ufficiale "di gala" delle guardie svizzere è di colore blu, rosso e giallo scuro, con dei distinti tratti rinascimentali. Al posto di questa, i sergenti indossano uniforme di colore nero e rosso, invece gli ufficiali usano uniforme rossa di stile un po' diverso.
La diffusa opinione che l'uniforme sia stata disegnata da Michelangelo, dovuta anche al fatto che l'artista si trovasse a Roma all'arrivo del primo contingente di soldati elvetici, è tuttavia una sorta di leggenda: l'attuale divisa, infatti, è stata concepita dal comandante Jules Repond agli inizi del XX secolo, ispirandosi alle divise storiche e all'opera di Raffaello. In particolare, i colori blu e giallo si ispirano a quelli contenuti nello stemma familiare di papa Giulio II della Rovere, il fondatore del Corpo, mentre il colore rosso a quello contenuto nello stemma di papa Clemente VII della famiglia Medici. Lo stemma di Giulio II è ripreso anche sull'elmetto, più propriamente un morione: infatti una quercia sbalzata campeggia su entrambi i lati del copricapo d'argento, ornato con piume di struzzo di diverso colore a seconda del grado del militare. Il morione viene indossato, in combinazione con il pettorale di una corazza del XVII secolo, in occasioni speciali, sfoggiato nella grande uniforme. Dal 2019 è stato adottato l'uso di un elmo nero in materiale plastico.
Le guardie svizzere dispongono anche di un'uniforme da lavoro detta "di manovra", più comoda rispetto a quella tradizionale: essa consiste di pantaloni e casacca di colore blu e un basco di colore nero.
Ultimamente gli ufficiali hanno cominciato ad usare anche un'uniforme nera per i momenti di certa ufficialità. Gli ufficiali superiori al posto di spalline argentate bordate di rosso con queste uniformi portano spalline dorate con il bordo nero.

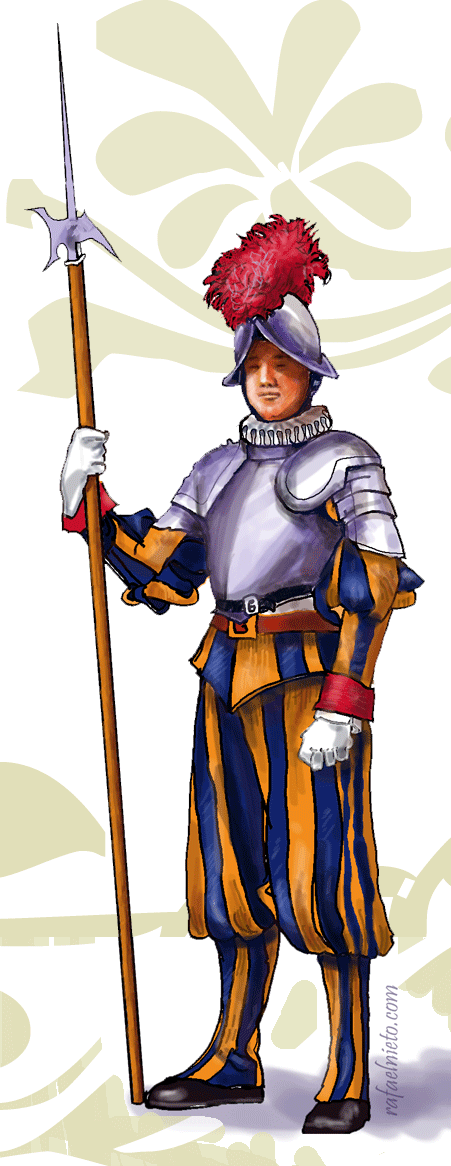
Ritratto di guardia svizzera
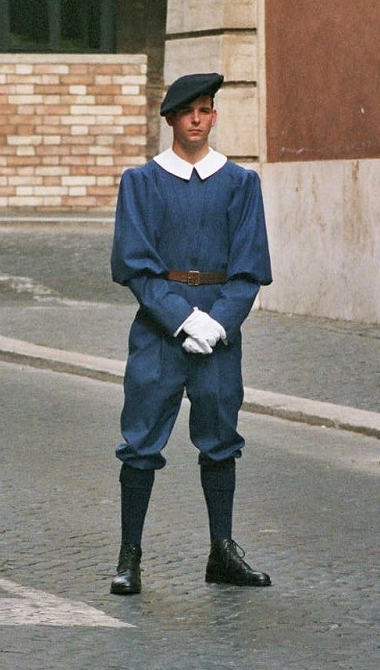
Una guardia svizzera in uniforme da lavoro
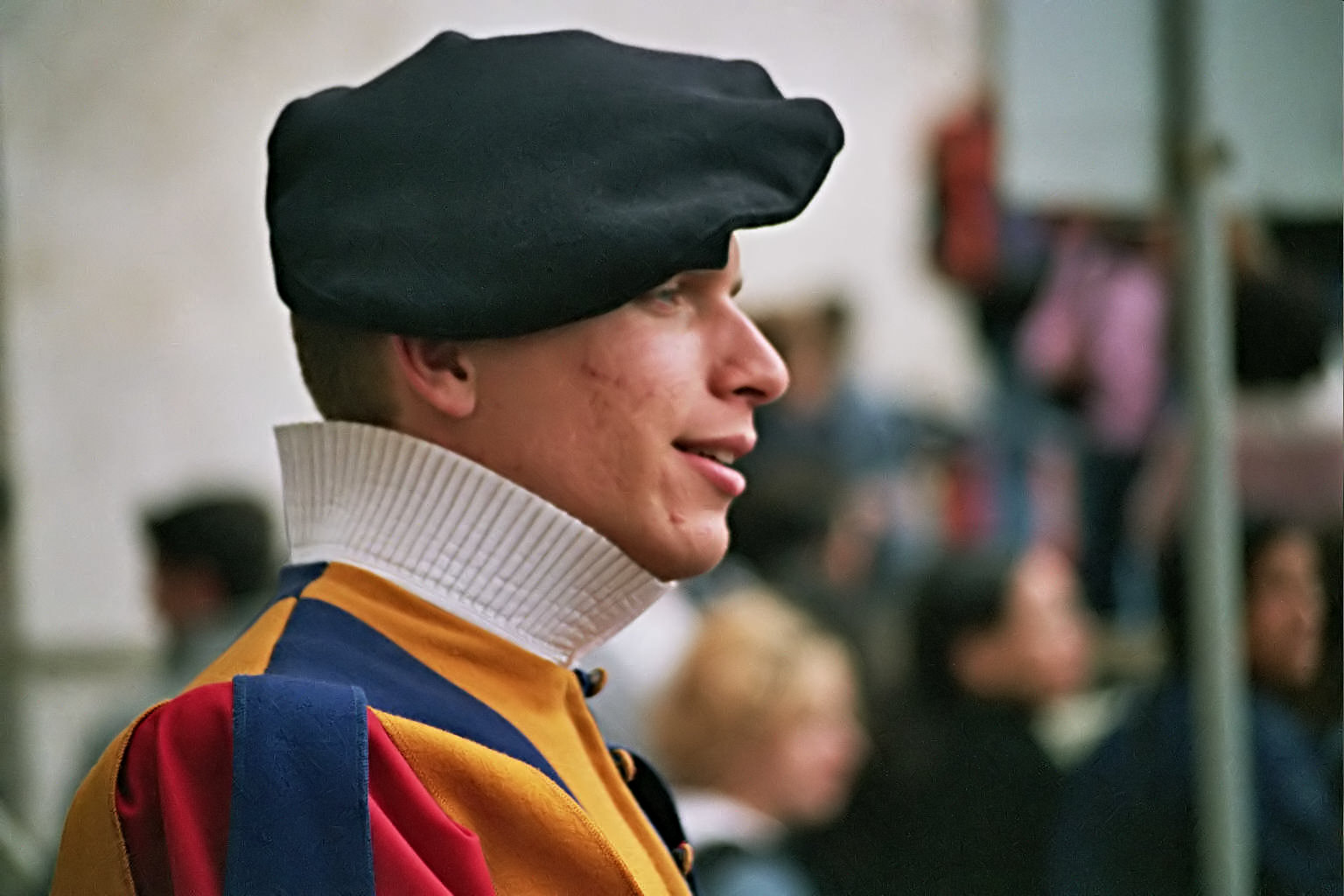
Guardia svizzera (particolare)
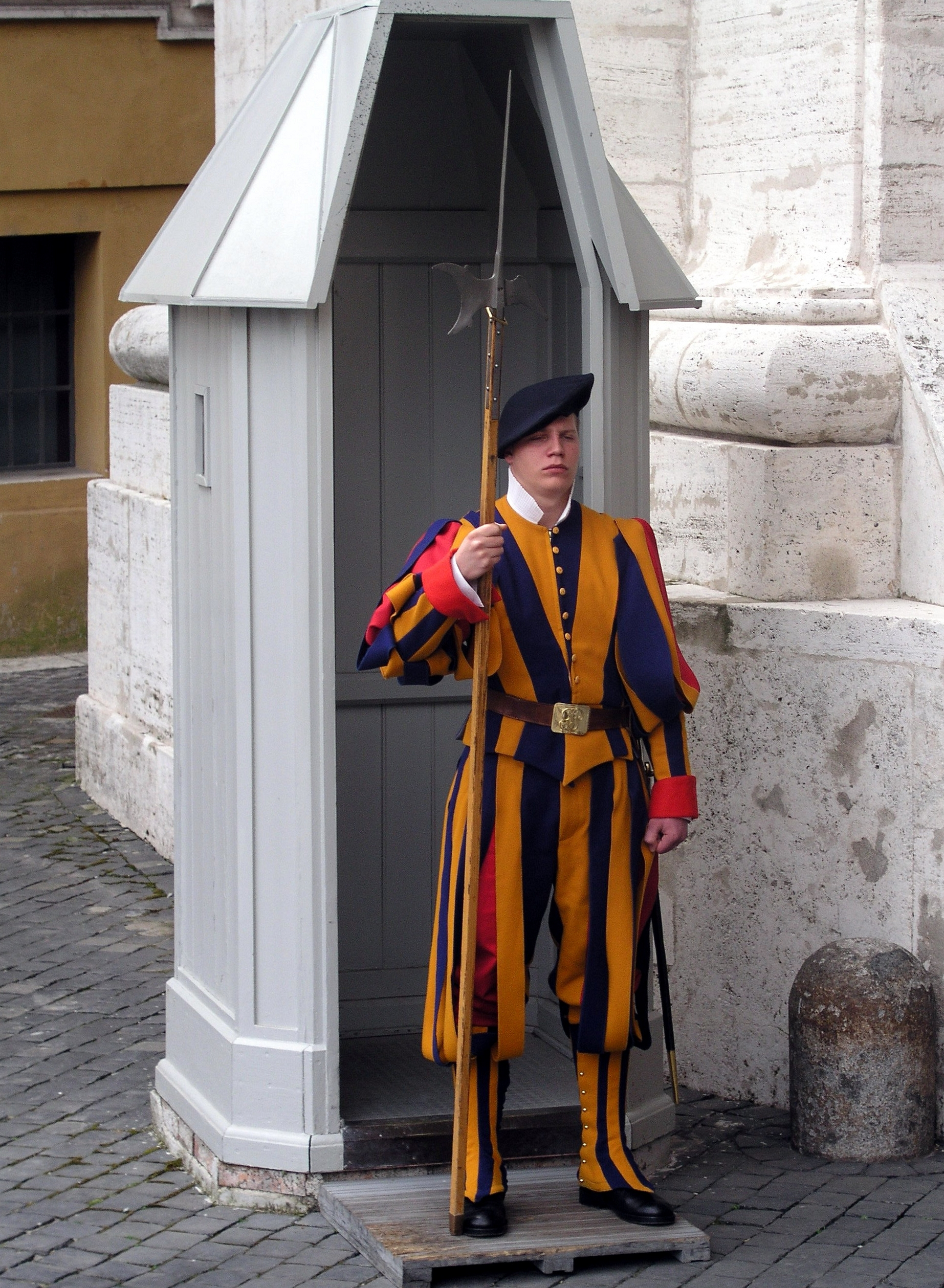
Una guardia svizzera in uniforme presso la Basilica di San Pietro in Vaticano.
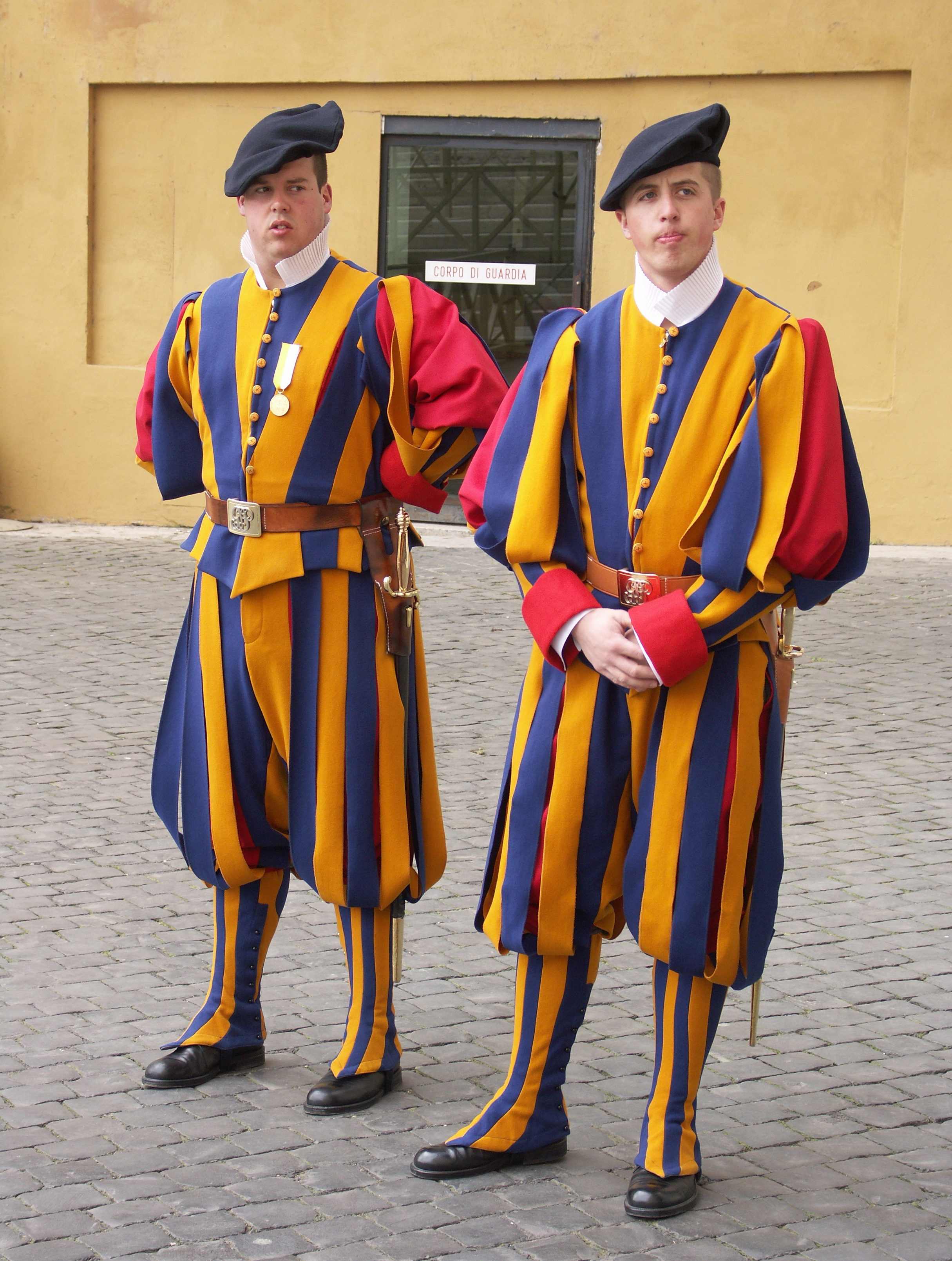
Due guardie svizzere in uniforme presso la Basilica di San Pietro in Vaticano.
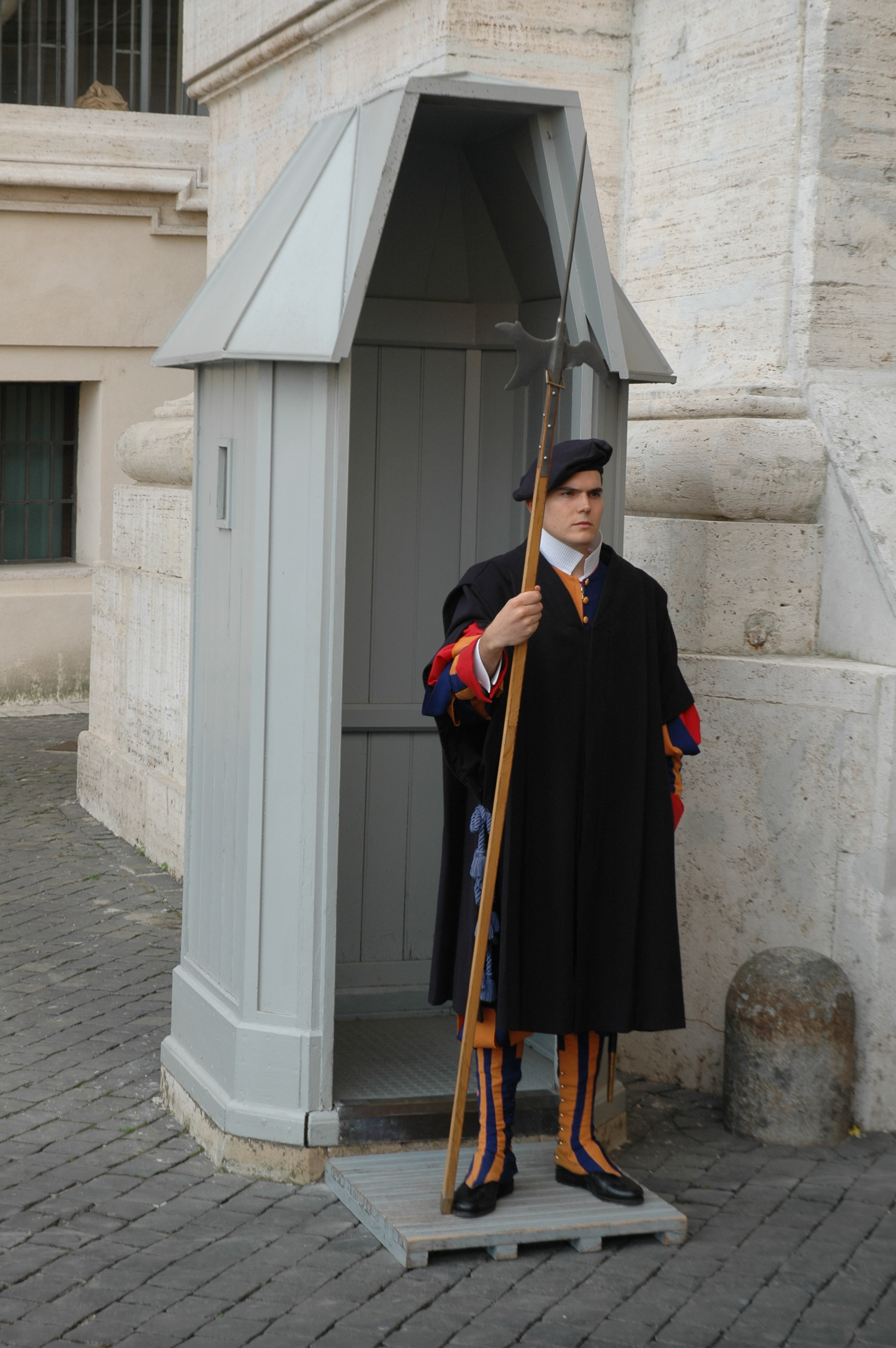
Guardia svizzera in uniforme nera

## Equipaggiamento
| Grado                                                                                 | Ufficiali     | Sergente      | Caporale   | Vice caporale | Alabardiere |
| Arma inastata                                                                         | Non adoperano | Non adoperano | *          | *             |             |
| Arma inastata                                                                         | Non adoperano | Non adoperano | Partigiana | Partigiana    | Alabarda    |
| Spada                                                                                 | Striscia*     | Spadino       | Spadino    | Spadino       | Spadino     |
| Altro                                                                                 |               | Bastone*      |            |               |             |
| * il Colonnello lo/la consegna alla guardia durante la promozione al grado superiore. |               |               |            |               |             |

La bandiera portata dal sergente maggiore viene accompagnata da due guardie munite di flamberga.
In funzione militare e di difesa vengono usati:
- pistola SIG P220
- fucile d'assalto SIG SG 550 oppure SG 552
- gas OC - RSG-2000
- pistola Glock 19
- pistola mitragliatrice Heckler & Koch MP7

## Bandiera

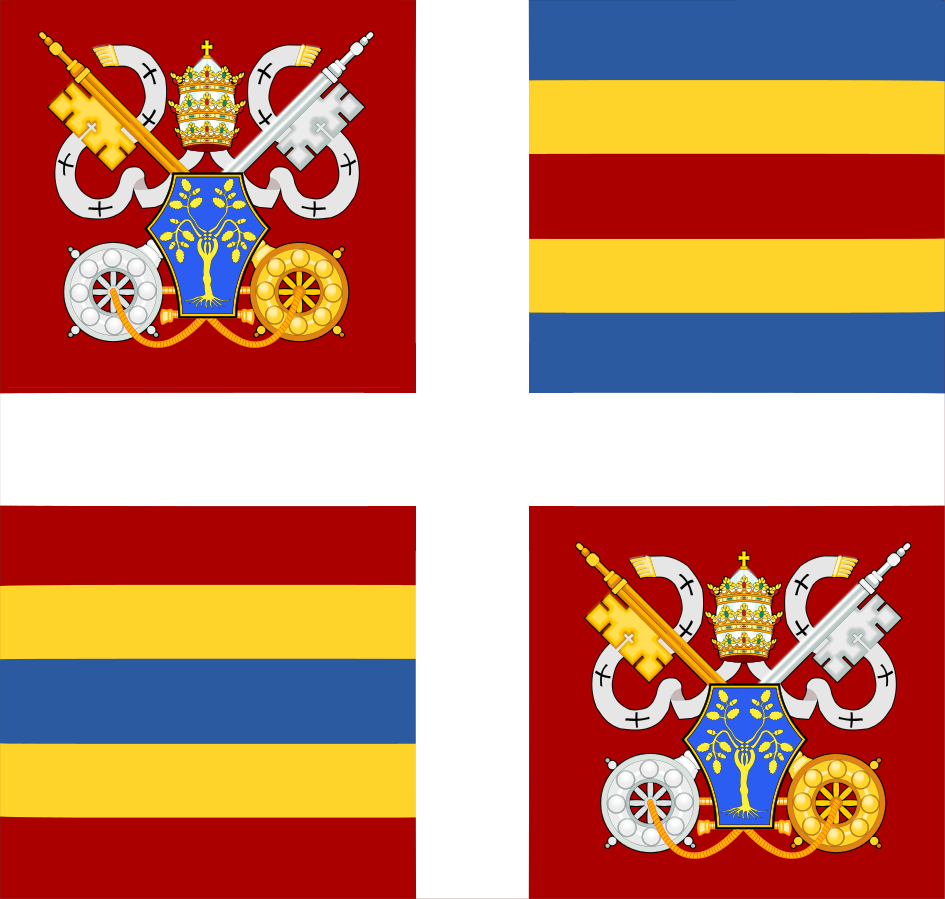
Bandiera "generica" con lo stemma di papa Giulio II nel primo e quarto quadrante e senza quello centrale del comandante in carica.

La bandiera del corpo è di forma quadrata e di dimensioni fissate in 2,2 m per 2,2 m; è composta da una croce bianca in quattro campi, dei quali il secondo e il terzo recano i colori del corpo (blu, rosso e giallo) che riprendono quelli dello stemma dei Medici e della famiglia Della Rovere.
Il primo campo, in alto a sinistra, reca lo stemma del papa regnante e il quarto, in basso a destra, quello di papa Giulio II, entrambi in campo rosso. Lo stemma del comandante in carica, disegnato come avente per sfondo i colori del suo cantone di origine, viene inoltre inserito al centro della croce.
Il disegno della bandiera della guardia svizzera pontificia è stato mutato diverse volte nella storia del corpo. Un affresco di Polidoro da Caravaggio presente nella cappella di sepoltura delle guardie nella Chiesa di Santa Maria della Pietà in Camposanto dei Teutonici in Roma, commissionato dal secondo comandante, Marx Röist, nel 1522, raffigura il comandante stesso fiancheggiato da due bandiere.
Uno dei primi riferimenti ad un vessillo del corpo si trova però già dal 1519 ma il disegno di questa bandiera appare sconosciuto. Una delle prime bandiere conservate si trova ancora oggi nella Sala Regia nel palazzo del Vaticano. La bandiera mutava ad ogni pontificato e rappresentava i colori dello stemma del papa regnante. I moderni colori della guardia svizzera sono stati introdotti all'inizio del XX secolo e si basano su un affresco di Giuseppe Porta (1520–1575).
Sotto Pio IX (r. 1846-1878), la bandiera venne divisa in tre campi orizzontali, con lo stemma della santa sede, la bandiera svizzera ed un campo giallo con lo stemma del comandante. Sul retro si trovava lo stemma del pontefice in carica. Sotto Pio X (r. 1903–1914) il comandante Leopold Meyer von Schauensee (1901–1910), si propose di porre lo stemma pontificio su sfondo blu.
Il moderno disegno della bandiera è stato introdotto sotto il comando di Jules Repond (in carica dal 1910 al 1921).
Anche se la bandiera viene ufficialmente esposta e portata in processione durante l'annuale cerimonia dell'Urbi et Orbi e durante le cerimonie di giuramento delle nuove reclute, sotto il pontificato di papa Francesco si è assistito sovente all'uso della sola bandiera vaticana come una sorta di bandiera nazionale.

## Elenco dei comandanti del Corpo
Quello che segue è un elenco cronologico dei comandanti della Guardia svizzera pontificia, con indicato come da tradizione il cantone di provenienza:
- Kaspar von Silenen, Uri (1506-1517)
  - Vacante
- Markus Röist, Zurigo (1518-1524)
- Kaspar Röist, Zurigo (1524-1527)
  - Dopo il Sacco di Roma del 1527, con il massacro degli svizzeri, i Cantoni elvetici abolirono la guardia svizzera pontificia, sostituita coi lanzichenecchi imperiali
- Jost von Meggen, Lucerna (1548-1559)
- Kaspar Leo von Silenen, Lucerna (1559-1564)
  - Vacante
- Jost Segesser von Brunegg, Lucerna (1566-1592)
- Stephan Alexander Segesser von Brunegg, Lucerna (1592-1629)
- Nikolaus Fleckenstein, Lucerna (1629-1640)
- Jost Fleckenstein, Lucerna (1640-1652)
- Johann Rudolf Pfyffer von Altishofen, Lucerna (1652-1657)
  - Vacante
- Ludwig Pfyffer von Altishofen, Lucerna (1658-1686)
- Franz Pfyffer von Altishofen, Lucerna (1686-1696)
- Johann Kaspar Mayr von Baldegg, Lucerna (1696-1704)
  - Johann Rudolf Pfyffer von Altishofen (tenente, comandante provvisorio)
- Johann Konrad Pfyffer von Altishofen, Lucerna (1712-1727)
- Franz Ludwig Pfyffer von Altishofen, Lucerna (1727-1754)
- Jost Ignaz Pfyffer von Altishofen, Lucerna (1754-1782)
  - Vacante
- Franz Alois Pfyffer von Altishofen, Lucerna (1783-1798)
  - Vacante
- Karl Leodegar Pfyffer von Altishofen, Lucerna (1800-1834)
  - Vacante
- Martin Pfyffer von Altishofen, Lucerna (1835-1847)
- Franz Xaver Leopold Meyer von Schauensee, Lucerna (1847-1860)
- Alfred von Sonnenberg, Lucerna (1860-1878)
- Louis-Martin de Courten, Vallese (1878-1901)
- Leopold Meyer von Schauensee, Lucerna (1901-1910)
- Jules Repond, Friburgo (1910-1921)
- Alois Hirschbühl, Grigioni (1921-1935)
- Georg von Sury d'Aspremont, Soletta (1935-1942)
- Heinrich Pfyffer von Altishofen, Lucerna (1942-1957)
- Robert Nünlist, Lucerna (1957-1972)
- Franz Pfyffer von Altishofen, Lucerna (1972-1982)
- Roland Buchs-Binz, Friburgo (1982-1997)
- Alois Estermann, Lucerna (1998)
  - Roland Buchs-Binz, Friburgo (1998) (reggente)
- Pius Segmüller, San Gallo (1998-2002)
- Elmar Theodor Mäder, San Gallo (2002-2008)
- Daniel Rudolf Anrig, San Gallo (2008-2015)
- Christoph Graf, Lucerna (2015-in carica)[47]